# Alexis Méndez
```
 ex-
ciclista
 profesional 
venezolano
.
```

Ganó la Vuelta al Táchira, compitió en los Juegos Olímpicos, además de estar en otras competiciones nacionales.

## Palmarés
1986
- 3º en XV Juegos Centroamericanos y del Caribe, Pista, Persecución por Equipos, Santiago de los Caballeros  República Dominicana
- 3º en XV Juegos Centroamericanos y del Caribe, Pista, Carrera por Puntos, Santiago de los Caballeros  República Dominicana

1989
- 1º en Clasificación General Final Tour de Guadalupe  Guadalupe

1990
- 3º en Clasificación General Final Tour de Guadalupe  Guadalupe
- 5º en 2ª etapa Vuelta al Táchira, Pamplona  Colombia
- 5º en 4ª etapa parte B Vuelta al Táchira, San Cristóbal  Venezuela
- 2º en 5ª etapa Vuelta al Táchira, Siberia  Venezuela
- 3º en Clasificación General Final Vuelta al Táchira  Venezuela

1991
- 3º en Campeonato de Venezuela de Ciclismo en Ruta, Ruta,  Venezuela

1993
- 3º en Campeonato de Venezuela de Ciclismo en Ruta, Ruta,  Venezuela
- 2º en Clasificación General Final Tour de Guadalupe  Guadalupe

1994
- 1º en Clasificación General Final Vuelta al Estado Zulia  Venezuela
- 1º en Clasificación General Final Vuelta al Táchira  Venezuela

1996
- 1º en Clasificación General Final Clásico Virgen de la Consolación de Táriba  Venezuela

1998
- 2º en XVIII Juegos Centroamericanos y del Caribe, Pista, Persecución, Maracaibo  Venezuela
- 3º en 1ª etapa Vuelta al Táchira, Maracaibo  Venezuela
- 3º en 3ª etapa Vuelta al Táchira  Venezuela
- 1º en 10.ª etapa Vuelta al Táchira, Colón  Venezuela

1999
- 3º en Campeonato de Venezuela de Ciclismo en Ruta, Ruta,  Venezuela

2000
- 3º en 1ª etapa Vuelta al Táchira, Barinas  Venezuela
- 1º en 4ª etapa parte B Vuelta Independencia Nacional  República Dominicana
- 1º en 7ª etapa parte B Vuelta Independencia Nacional  República Dominicana
- 1º en Clasificación General Final Vuelta Independencia Nacional  República Dominicana
- 4º en Campeonato de Venezuela de Ciclismo en Ruta, Ruta,  Venezuela
- 88.º en Juegos Olímpicos de Sídney 2000, Ruta, Sídney  Australia

2001
- 1º en 2ª etapa Vuelta a Bramón, Delicias  Venezuela
- 2º en Clasificación General Final Vuelta a Bramón  Venezuela
- 1º en 10.ª etapa Vuelta al Táchira  Venezuela
- 1º en 4ª etapa Vuelta a Venezuela, Puerto La Cruz  Venezuela

## Equipos
- 1986  Selección Nacional de Venezuela
- 1990  Lotería del Táchira
- 1992  Selle Italia - Magniarredo
- 1994  Lotería del Táchira
- 2000  Selección Nacional de Venezuela